# 張闓 (東晋)
張 闓（ちょう がい、生没年不詳）は、中国の東晋の官僚・軍人。字は敬緒。本貫は彭城郡。

## 経歴
呉の輔呉将軍張昭の曾孫にあたる。太常の薛兼が「当今の良器」と評して、琅邪王司馬睿に任用を勧めたため、張闓は司馬睿の下で安東参軍として仕えた。後に丞相従事中郎に転じたが、母が死去したため職を辞した。葬儀を終えると、司馬睿に再起を強く求められたが、張闓は病を理由に固辞した。さらに強く命じられたため、官任を受けないまま職務を見ることとなった。建武元年（317年）、司馬睿が晋王となると、張闓は給事黄門侍郎となり、丹陽郡大中正を兼ねた。補佐の勲功により、丹陽県侯の爵位を受け、侍中に転じた。
大興元年（318年）、司馬睿（元帝）が皇帝に即位すると、張闓は晋陵郡内史として出向し、善政で知られた。当時の晋陵郡下の4県は旱害のために田畑を失っていたため、張闓は曲阿県の新豊に堤防を築き、田800頃あまりを灌漑すると、連年豊作が続くようになった。葛洪はその功績について頌を作った。しかし勝手に事業を興した罪に問われて、免官された。後に公卿の擁護論が出て、元帝も張闓の評価を見直し、大司農に任じた。永昌元年11月（323年1月）に元帝が崩御すると、張闓は大匠卿となり、建平陵の造営を監督した。事業が完成すると、尚書に転じた。咸和2年（327年）、蘇峻が蘇峻の乱を起こすと、張闓は王導とともに宮中に入り、成帝の護衛にあたった。蘇峻の使者が張闓に持節・権督東軍の任を与えると言ってきたが、応じなかった。張闓は王導とひそかに協議して、庾太后に呉郡・呉興郡・会稽郡の3郡に密詔を出してもらい、すみやかに義軍を起兵させることとした。陶侃らがやってくると、張闓は仮節・行征虜将軍として、振威将軍の陶回らとともに丹陽の義軍を率いた。張闓が晋陵に到着すると、内史の劉耽に一部の穀物を供出させると、呉郡の度支を派遣して四部の穀物を運ばせ、車騎将軍の郗鑒に与えた。また呉郡内史の蔡謨や前呉興郡内史の虞潭や会稽郡内史の王舒らとともに義兵を招集して、蘇峻を討った。
咸和4年（329年）、蘇峻の乱が平定されると、尚書のまま散騎常侍の位を加えられ、宜陽伯の爵位を受けた。廷尉に転じた。後に病のために職を解かれ、金紫光禄大夫の位を受けた。ほどなく死去した。享年は64。
子の張混が後を嗣いだ。

## 伝記資料
- 『晋書』巻76 列伝第46